# Cojutepeque
Cojutepeque is een stad en gemeente in El Salvador. Het is de hoofdplaats van het departement Cuscatlán. Cojutepeque telt 57.000 inwoners.